# 1204
Évszázadok: 12. század – 13. század – 14. század
Évtizedek: 1150-es évek – 1160-as évek – 1170-es évek – 1180-as évek – 1190-es évek – 1200-as évek – 1210-es évek – 1220-as évek – 1230-as évek – 1240-es évek – 1250-es évek
Évek: 1199 – 1200 – 1201 – 1202 –  1203 – 1204 – 1205 – 1206 – 1207 – 1208 – 1209

## Események

### Határozott dátumú események
- február – IV. Alexiosz bizánci császár megölése után V. Alexiosz lép trónra.[1]
- április 13.
  - A negyedik keresztes hadjárat során a keresztesek rohammal elfoglalják és kifosztják Konstantinápolyt.[2]
  - XI. Konstantin az első nikaiai császár uralkodásának kezdete (1205-ig uralkodik).
- május 16. – Balduin flandiai grófot I. Balduin néven bizánci császárrá koronázzák.[3]
- augusztus 26. – III. László megkoronázása (1205-ben meghal).

### Határozatlan dátumú események
- szeptember közepe – Meghal Imre király, akit a Szent János evangélistának szentelt egri székesegyházban temetnek el.[4] (Imre halála után kiújul a trónviszály fia, III. László hívei és András herceg között.)[5]
- az év folyamán – 
  - Péter székesfehérvári prépost kerül a győri megyés püspöki székbe.[6]
  - Csák Ugrin győri püspök, mint választott érsek kerül az esztergomi egyházmegye élére.[7]
  - I. Tamar grúz királynő seregei bevették Karsz városát.
  - A Konstantinápoly elestével létrejött latin császárság, azonban a balkáni népek ellenállása miatt nem tudja hatalmát az egész birodalomra kiterjeszteni; ennek következményeként független utódállamként létrejön a Nikaiai Császárság (Bizánc tényleges örököse), az Epiruszi Despotátus és a Trapezunti Császárság.[forrás?]
  - A negyedik keresztes hadjárat vezére Montferrati Bonifác megalapítja a Thesszalonikéi Királyságot.
  - I. Alexiosz trapezunti császár, I. Andronikosz bizánci császár unokája trónra lépése, ő a Trapezunti Császárság első uralkodója (1222-ig uralkodik).
  - II. Valdemár dán király felveszi a Norvégia királya címet.
  - II. Fülöp Ágost francia király visszafoglalja az angoloktól Angers-t és Normandiát.

## Születések
- IV. Haakon norvég király († 1263)
- Raspe Henrik, Türingia grófja, német ellenkirály († 1247)

## Halálozások
- február 8. – II. Iszaakiosz bizánci császár (* 1156)
- február 8. – IV. Alexiosz bizánci császár (* 1182)
- március 31. – Aquitániai Eleonóra francia és angol királyné (* 1221)
- augusztus 20. előtt – Csák Ugrin (* ?)
- szeptember közepe – Imre magyar király (* 1174)
- december 13. – Maimonidész zsidó filozófus (* 1137/1138)